# Монастырь Тисмана
Монастырь Тисмана (рум. Mănăstirea Tismana) — монастырь Крайовской архиепископии Румынской православной церкви, расположенный недалеко Тисмана исторической области Валахия в Румынии. Монастырь основан Никодимом Тисманским во время правления Владислава I Влайку и освящен сразу после его смерти 15 августа 1378 года, поэтому монастырский храм посвящен Успению Пресвятой Богородицы.
Монастырь является святыней валашской идентичности, и именно здесь Тудор Владимиреску объявил валашское восстание, после поражения которого Валахия потеряла свою идентичность.
В 1945—1948, при настоятеле Герасиме Иску, монастырь являлся базой антикоммунистической подпольной организации MNRO Иоана Карлаонца и Раду Чучану.